# Velaines (Francja)
Velaines – miejscowość i gmina we Francji, w regionie Grand Est, w departamencie Moza.
Według danych na rok 1990 gminę zamieszkiwało 1140 osób, a gęstość zaludnienia wynosiła 106 osób/km² (wśród 2335 gmin Lotaryngii Velaines plasuje się na 333. miejscu pod względem liczby ludności, natomiast pod względem powierzchni na miejscu 553.).